# Белов, Николай Георгиевич
Николай Георгиевич Белов (1902, Прислониха Юрьевецкого уезда Костромской губернии — 1972 Москва) — советский военачальник, военный лётчик ВВС РККА, участник шести войн. Генерал-майор авиации (1943).

## Биография
Окончил Владивостокскую пехотную школу комсостава им. Коминтерна (1925)

Военно-воздушную академию РККА им. Н. Е. Жуковского (1933)

Участник Гражданской войны. 

С 1938 нач. штаба 16-й тяжело-бомбардировочной авиабригады

с 1939 ком. 16-й авиабригады.

Участник походов в Западную Украину и Белоруссию, советско-финской войны.

С августа 1940 — командир 10-й смешанной авиационной дивизии ЗапОВО.

В Великой Отечественной войне в звании полковника был командиром 10-й смешанной авиационной дивизии (с сентября 1940), которая вступила в бой в первые минуты войны. С ноября 1941 — командующий ВВС 30-й армии. После переформирования ВВС 30-й армии в мае 1942 года в 212-ю смешанную авиационную дивизию командовал этой дивизией до её переформирования в июне 1942 года. В июне назначен начальником штаба 1-й истребительной авиационной армии. С августа по октябрь 1942 года был начальником штаба сформированной 16-й воздушной армии.
Награждён пятью орденами и семью медалями.

## Мемуары
[militera.lib.ru/memo/russian/sb_bug_v_ogne/28.html Горячие сердца (о первых днях войны)] (в книге «Буг в огне», Минск, 1965)